# A Salamon-szigetek a 2010. évi nyári ifjúsági olimpiai játékokon
A Salamon-szigetek a Szingapúrban megrendezett 2010. évi nyári ifjúsági olimpiai játékok egyik részt vevő nemzete volt. Sportolói 2 sportágban vettek részt:  atlétika és birkózás.

## Atlétika
Fiú
| Stanley Sipolo | 400 m | 54.53 | 24. qD | DNS | DNS |

Lány
| Noelyn Kukapi | 200 m | 31.49 | 19. qC | DNS | DNS |

## Birkózás
Fiú
Kötöttfogás
| Versenyző  | Versenyszám | Csoportkör                                                                                    | Hely. | Bronzmérkőzés                                     | Döntő             | Helyezés |
| Versenyző  | Versenyszám | Ellenfél Eredmény                                                                             | Hely. | Ellenfél Eredmény                                 | Ellenfél Eredmény | Helyezés |
| ---------- | ----------- | --------------------------------------------------------------------------------------------- | ----- | ------------------------------------------------- | ----------------- | -------- |
| Teia Mweia | 85 kg       | Lucas Sheridan (USA) · 0-5 Tus Adil Al-Abedi (IRQ) · 0-5 Tus Hamdy Abdelwahab (EGY) · 0-7 Tus | 4.    | 7. helyért · Junhyeong Choi (KOR) · 0-2 (feladta) |                   | 8.       |

## Fordítás
Ez a szócikk részben vagy egészben  a   Solomon Islands at the 2010 Summer Youth Olympics című angol Wikipédia-szócikk fordításán alapul.  Az eredeti cikk szerkesztőit annak laptörténete sorolja fel. Ez a jelzés csupán a megfogalmazás eredetét és a szerzői jogokat jelzi, nem szolgál a cikkben szereplő információk forrásmegjelöléseként.